# 魯門丁根

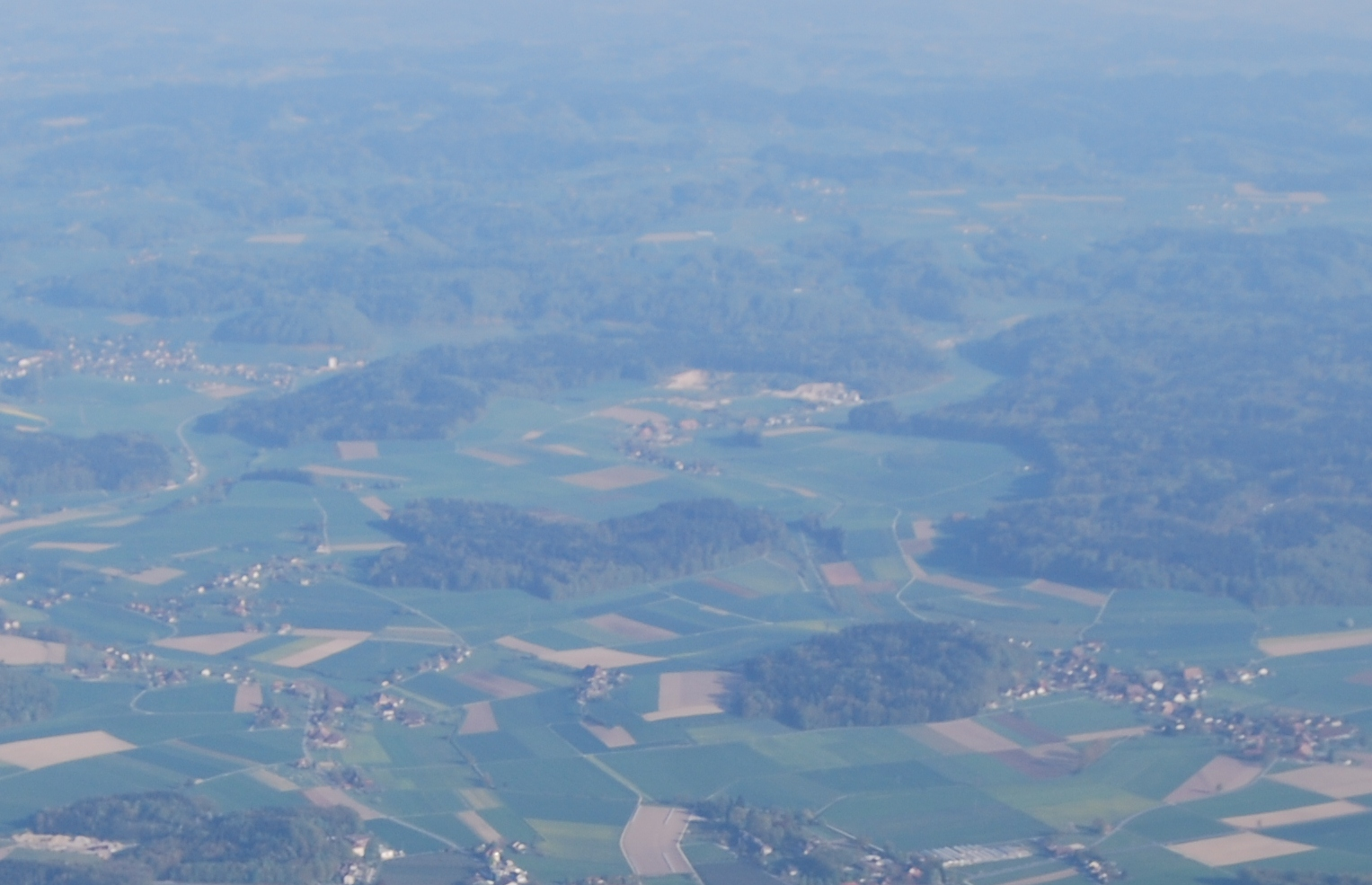

魯門丁根是瑞士的城鎮，位於該國中西部，由伯恩州負責管轄，面積2.43平方公里，海拔高度526米，2011年人口86，九成人口信奉基督教，人口密度每平方公里35人。